# Rockabilly Hall of Fame
La Rockabilly Hall of Fame include un'organizzazione e un sito creati nel marzo 1997 per celebrare, nella forma di hall of fame, la storia e gli artisti legati al mondo della musica rockabilly.
Sul sito web ufficiale sono elencati circa 5000 "leggende" della musica rockabilly, di cui 400 effettivamente inserite nella hall of fame. Dell'elenco fanno parte cantautori, pionieri, cantanti, disc jockey, produttori, manager e non solo.